# Eugène Pick
Pour les articles homonymes, voir Pick.
Eugène Pick, né à Vienne le 20 janvier 1823 et mort à Paris 6e le 24 février 1882, est un auteur dramatique, libraire et éditeur français.

## Biographie
Issu d'une famille originaire d'Anvers en Belgique qui s'est installée à Abbeville en 1778, Eugène Pick est le troisième enfant d'une fratrie qui en comportera sept, de l'union de François-Emmanuel Pick (1788-1858) et de son épouse Marie-Anne Baudran. Il est né à Vienne, place de la Fûterie, le 20 janvier 1823.
Illettré, Eugène Pick arrive à Paris, sans ressources, dans sa jeunesse et exerce de nombreux métiers pour survivre. Intéressé par la librairie, il apprend à lire et parvient à entrer comme voyageur de commerce chez un éditeur. Il est alors chargé de visiter les clients et d’enregistrer les commandes de livres. En 1848, il vit au 51 rue Laffitte et fait imprimer à 100 000 exemplaires, une Histoire complète de Louis-Napoléon Bonaparte, président de la République française qu'il commercialise lui-même.
En 1850, il s'associe à Pierre-Louis Baudouin pour imprimer, en 1851, l’ouvrage d'Eugène de Mazincourt Le Bon Conseiller en affaires ou Nouveau Manuel national de droit français  ainsi qu'un extrait de ce livre, intitulé Nouveau tableau-barème colorié, aussi simple qu’ingénieux et d’un genre entièrement neuf.
Il obtient son brevet de libraire le 14 mars 1851 et nomme sa librairie « Librairie napoléonienne, des arts et de l’industrie ». Il fonde aussi à Lyon, 8 place Saint-André, un nouvel établissement et édite principalement des ouvrages sur la famille Bonaparte. En 1860 la librairie devient « Grande Librairie napoléonienne, historique, des arts et de l’industrie », 5 rue du Pont-de-Lodi.
Le 14 mars 1858, Eugène Pick fonde les journaux Le Trésor de la maison, journal universel des connaissances utiles, dédié aux familles et le 25 juin, Le Propagateur universel, journal de la ville et de la campagne, littéraire, artistique, historique, agricole, industriel et commercial.
On lui doit, outre ses parutions habituelles, l'édition dans les années 1860 de nombreux almanachs.
Dans sa librairie vont se rejoindre de nombreux hommes politiques et écrivains comme Émile de La Bédollière, Félix Ribeyre, Pierre Dupont, Charles Monselet, Fernand Desnoyers, Charles de Bussy ou encore Armand Lebailly.
Il meurt célibataire, le 24 février 1882, à l’hôpital de la Charité, à Paris.

## Éditions
- 1848 : Histoire complète de Louis-Napoléon Bonaparte, président de la République française, auteur anonyme.
- 1851 : Le Bon Conseiller en affaires ou Nouveau Manuel national de droit français, auteur anonyme
- 1852 : Napoléon, la France, l’Angleterre, l’Europe. Histoire de Louis-Napoléon Bonaparte, président de la République française, comprenant la vie civile, politique et militaire du prince, depuis sa naissance jusqu’à ce jour , par le comte de Barins, pseudonyme du romancier Louis-François Raban.
- 1853 : Histoire de Napoléon II roi de Rome, (Duc de Reichstadt), par un ancien diplomate.
- 1853 : Projet de réorganisation du notariat, par Jean-Marie-Dominique Gardey, de Clarac.
- 1854 : Le Nouveau Manuel pratique du Code Napoléon, par Jean-Bonaventure-Charles Picot.
- 1854 : Le Véritable Conseiller en affaires, par Mazincourt.
- 1855 : Le Droit commercial expliqué et mis à la portée de tout le monde, par Mazincourt
- 1855 : Les Beaux-Arts à l’Exposition universelle de 1855, par Ernest Gebaüer
- 1855 : Le Nouveau Paris, seul guide exact et le plus complet de ceux qui ont paru jusqu’à ce jour, auteur anonyme
- 1855 : Paris historique et monumental, depuis son origine jusqu’à nos jours, auteur anonyme
- 1855 : Napoléon III, poème en quatre chants, par Édouard d’Escola
- 1855 : Les Campagnes de la Grande Armée, par un ex-officier de la vieille garde.
- 1856 : Louis-Philippe, la république et l’empire, par un journaliste en retraite.
- 1856 : Les Fastes de la guerre d’Orient, par Eugène Pick
- 1856 : Résumé historique des campagnes des Français contre les Russes, depuis 1799 jusqu’en 1814, par E. P*** [Emmanuel Pick], ancien officier de la Grande Armée au 4e hussards
- 1857 : Almanach impérial, historique, anecdotique et épisodique des grandes inondations de 1856, par E. Pick, de l’Isère.
- 1858 : Tableau de l’histoire universelle depuis la Création jusqu’à ce jour, auteur anonyme.
- 1858 : Histoire de la Restauration ou Précis des règnes de Louis XVIII et Charles X, 2 vol., par François Rittiez.
- 1860 : Les Femmes de Shakespeare, 2 vol, auteur anonyme.
- 1861 : Catéchisme du Code Napoléon, par J.-B.-C. Picot
- 1861 : Nouveau manuel pratique et complet du Code de commerce expliqué, J.-B.-C. Picot
- 1861 : La Coalition ultramontaine et ses conséquences probables, auteur anonyme
- 1861 : Un concile et pas de schisme, par l’auteur de La Coalition ultramontaine.
- 1861 : Histoire d'une sous-maîtresse, par Adèle Esquiros.
- 1862 : Nouveau Manuel des propriétaires et des usufruitiers, usagers, locataires et fermiers, par Marc Deffaux, juge de paix.
- 1863 : Nouveau Manuel pratique et complet du Code Napoléon expliqué et mis à la portée de toutes les intelligences, par J.-B.-C. Picot.
- 1863 : Histoire de la guerre du Mexique, par Félix Ribeyre.
- 1863 : Histoires héroïques des Français, racontées à S. A. Napoléon-Eugène, prince impérial, par P. Christian.
- 1864 : Les Gloires, triomphes et grandeurs de la France impériale, par Eugène Pick.
- 1865 : Le Voyage de S. M. l’Empereur Napoléon III en Algérie, par René de Saint-Félix
- 1865 : Les Marchandes d’amour, par Adèle Esquiros.
- 1868 : Histoire de la seconde expédition française à Rome, par Félix Ribeyre.
- 1870 : Le Voyage de Sa Majesté l’Impératrice en Corse et en Orient, par Félix Ribeyre.

## Œuvres
- 1856 : Les Fastes de la guerre d’Orient, éd. Eugène Pick
- 1859 : Le Merle blanc, vaudeville en un acte, mêlé de couplets, avec Claude Appay, Paris, théâtre Beaumarchais, 10 novembre
- 1864 : Les Gloires, triomphes et grandeurs de la France impériale, éd. Eugène Pick